# 곡두
곡두(1983년 ~)는 대한민국의 가수다.

## 방송
- 포커스 : Folk Us (2020) - Top16(11위)

## 음반
- 곡두, 하나 (2016)
- 死注化 : 죽음의 외주화 (2019)

## 공연
- 부엉이 4주년 파티 (2016)